# Cimetière de Woluwe-Saint-Lambert
 (signalé en août 2025).
Si vous disposez d'ouvrages ou d'articles de référence ou si vous connaissez des sites web de qualité traitant du thème abordé ici, merci de compléter l'article en donnant les références utiles à sa vérifiabilité et en les liant à la section « Notes et références ».
- Archive Wikiwix
- Bing
- Cairn
- DuckDuckGo
- E. Universalis
- Gallica
- Google
- G. Books
- G. News
- G. Scholar
- Persée
- Qwant
- (zh) Baidu
- (ru) Yandex
- (wd) trouver des œuvres sur Wikidata

Le cimetière de Woluwe-Saint-Lambert est le cimetière de la commune bruxelloise de Woluwe-Saint-Lambert situé dans la commune de Wezembeek-Oppem, en Brabant flamand, comme le cimetière d'Etterbeek qu'il jouxte. 
Il a pris le relais de l'ancien cimetière de Woluwe-Saint-Lambert, toujours accessible avenue du Dernier Repos à Woluwe-Saint-Lambert.